# Teufel im Fleisch
Teufel im Fleisch («Demonio en la piel» en alemán) es una película alemana de 1964 dirigida por Hermann Wallbrück.

## Argumento
Mientras los jóvenes bailan el twist despreocupados, una voz en off advierte sobre enfermedades venéreas inminentes. Los doctores Alexander, Esters y Jensen parten de Trieste en barco a África para buscar las causas allí. En un analepsis, nos enteramos de que el Dr. Alexander y la Dra. Esters se conocieron a través del tratamiento de la sífilis. El Dr. Alexander y el Dr. Jensen, a su vez, salvaron a la bella Jenny de ser atacada por soldados soviéticos al final de la guerra. Desde entonces, han trabajado junto con Jenny como asistente. Cuando un escuadrón de soldados asalta la clínica, atacan a Jenny.
De vuelta al presente, el médico del barco, el Dr. Beuron se dirige a su aprendizaje en Marsella. Allí es golpeado por proxenetas antes de que la policía detuviera a las prostitutas. Al día siguiente, se descubre a una polizón. Ella también cuenta su historia en un analepsis. Los investigadores ahora han llegado al este de África y visitan una clínica allí. Un colega local les explica que el hombre blanco trajo una enfermedad desagradable. En todas partes encuentran rastros de prostitución antes de volar de regreso a casa. Allí el Dr. Alexander da una conferencia con fotos de pacientes con sífilis. La Dra. Esters complementa la conferencia con su informe, visible como un analepsis, sobre una persona enferma que se ha vuelto loca. Finalmente, el Dr. Jensen brinda información sobre el estado actual de salvajismo entre los jóvenes.

## Reparto
- Aleksandar Gavrić: Dr. Alexander.
- Ruth Gassmann: Dra. Esters.
- Peter Heim: Dr. Jensen.
- Dunja Rajter: Jenny.
- Ingrid Boyer: Polizón.
- Maria Rohm: Prostituta.
- Manrik Schumacher: Dr. Beuron.

## Producción
Las tomas al aire libre se tomaron en Adís Abeba, Massawa, Asmara, Venecia, Ginebra, Múnich, Viena y Hamburgo. La película, que se realizó en 1963, tuvo su estreno mundial el 7 de enero de 1964 en el Royal Cinema de Múnich.

## Recepción
El autor Rolf Thissen consideró a Teufel im Fleisch como una película de educación sexual «antigua» tradicional, que «por un lado especula sobre el miedo del espectador a las consecuencias indeseables de la lujuria y por otro lado los incita a mostrar algo que de otro modo no se toleraría en el cine» en contraste con las «nuevas» películas educativa que aparecieron unos años más tarde.
La crítica se enfocó principalmente en cómo la sinopsis de la película en su mayoría consiste en analepsis. El Süddeutsche Zeitung del 10 de enero de 1964 escribió: «La película se hacer llamar un 'documental', pero en realidad es solo una 'película ilustrada' inusualmente mal organizada».
El Münchner Merkur del 9 de enero de 1964 lo resumió: «Pero el hecho de que un demonio de carne así pueda ser expulsado creando fatiga es probablemente el único aspecto novedoso de esta película».
Filmdienst comentó: «Una tira rápida especulativa sin ninguna relevancia y ningún efecto educativo efectivo».